# Аркаваката
Аркаваката (італ. Arcavàcata) — італійське село (frazione) в муніципалітеті Ренде провінції Козенца в регіоні Калабрія на півдні Італії. Населення становить 1831 особу.

## Історія
Назва Аркаваката походить від колишньої спостережної фортеці Arce-vocata, про яку йдеться в деяких папських середньовічних документах.

## Пам'ятки
На території Аркавакати розташовані три церкви:

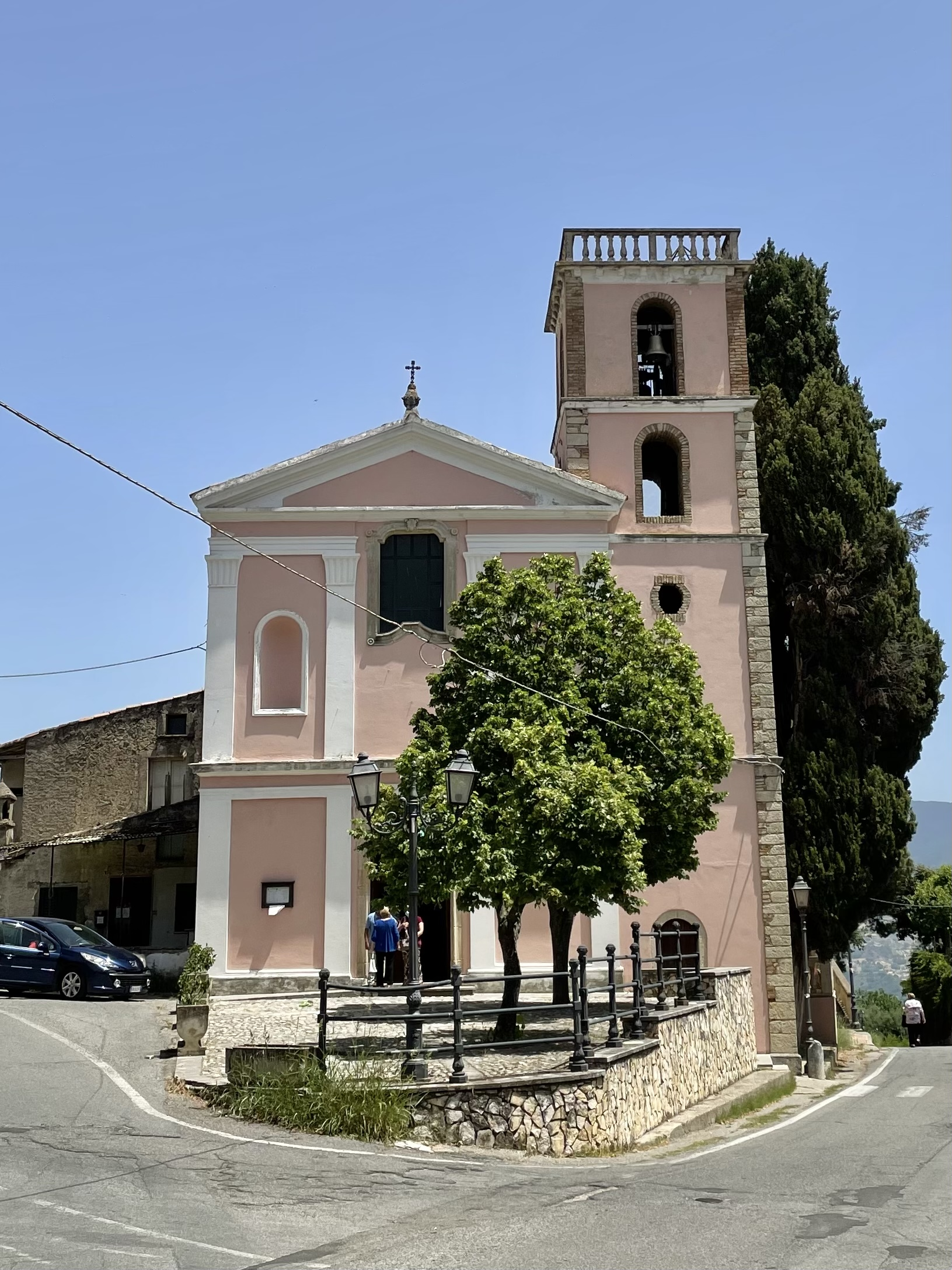
Парафіяльна церква Санта-Марія-делла-Консолаціон.

- Парафіяльна церква Санта-Марія-делла-Консолаціон. Санта-Марія-делла-Консолаціон — найстаріша церква в місті. Будівля в стилі XIX століття, побудована сім'єю Мадгалоне, має єдину наву в стилі неоренесансу та бароко. Інтер'єр прикрашений численними картинами та фресками, у церкві зберігається безліч статуй, одна з яких — статуя Мадонни, якій присвячена церква. На головному вівтарі з поліхромного мармуру є стародавня ікона Богородиці, яку вшановують у цьому районі. У спеціальному приміщенні розташована могила Дона Жуана та Донни Марієтти Магдалоне, колишніх баронів Аркавакати.
- Університетська парафія Сан-Паоло-Апостоло розташована в районі Сан-Дженнаро, має досить строгий інтер'єр, прямокутної форми, позбавлений декоративних елементів, за винятком великого дерев'яного хреста за вівтарем та 14 зображень страстей Христових. Зовні будівлі розташований хрест у формі тау із отвором[уточнити] у формі серця вгорі, що символізує серце Ісуса.
- Церква Сан-Рокко з Монпельє. Це невелика церква, яка стоїть там, де колись діяв монастир Святих Петра та Павла, що нині перетворився на руїни. Невелику культову споруду розширено невеликим атріумом біля входу, щоб умістити значну кількість вірян. Усередині міститься статуя святого Роха.

## Культура

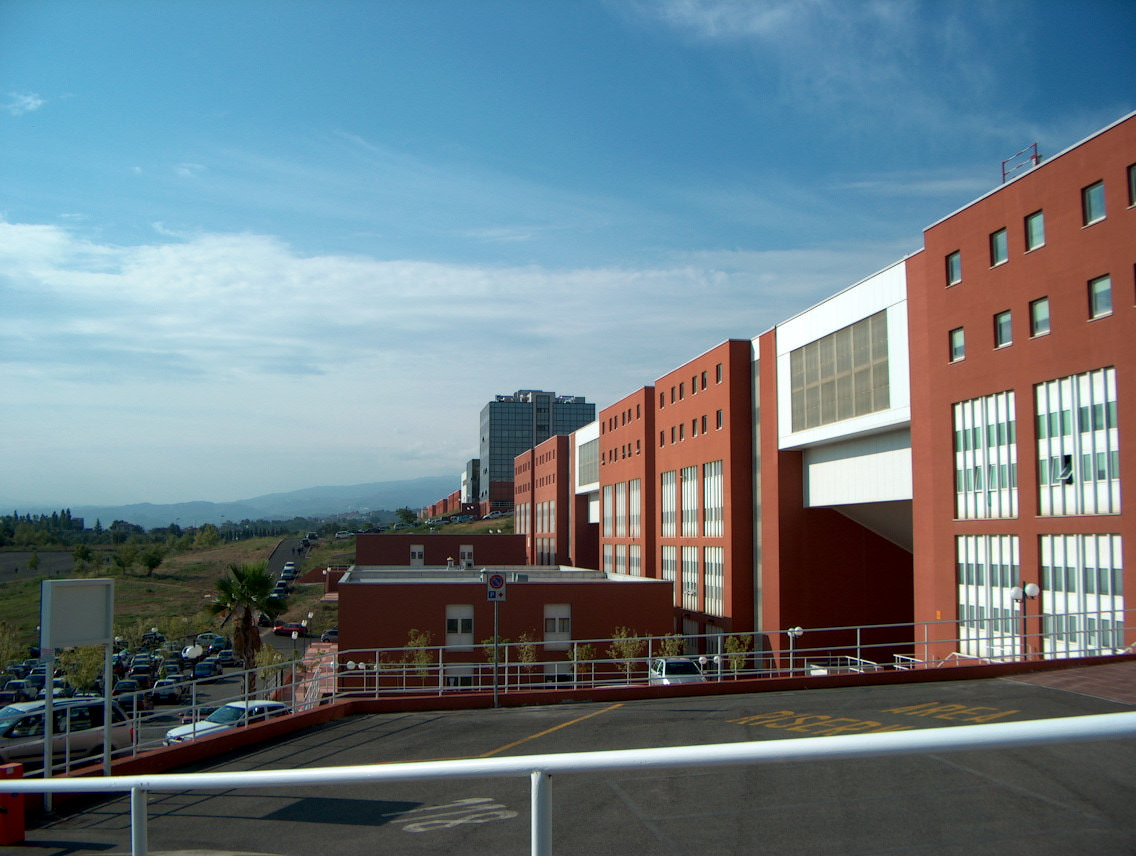
Кампус Університету Калабрії

- Кампус Університету Калабрії[en][3] розташований на пагорбах Аркавакати, поблизу автомобільної розв'язки Ренде — Козенца та Салерно — Реджо-ді-Калабрія, за 3 км від залізничної станції Кастільйоне-Косентіно[it].

- Палеонтологічний музей розташований уздовж мосту П'єтро Буччі, має просту структуру: експонати та ілюстраційні панелі розташовані у хронологічній послідовності, що зображає мільйони років історії життя на Землі. Колекції включають викопні знахідки безхребетних різного віку, що походять як з території Італії, так і з деяких місць розкопок по всьому світу, останки хребетних зі стоянки Чессаніті та травоїдного уранозавра.